# خا-101
صاروخ خا-101 ( لقب تعريف الناتو : أي أس-23 "كودياك" وهو صاروخ جوال روسي، يُطلق من الجو بسرعة تحت صوتية. صُمم في تسعينيات القرن العشرين، وخضع للاختبارات في العقد الأول من القرن الحادي والعشرين ودخلت الخدمة في العقد الثاني من القرن الحادي والعشرين، واستخدام في الحرب الأهلية السورية والغزو الروسي لأوكرانيا.

## الانواع
- خا-101 (حلف شمال الأطلسي أيه أس-23أيه "كودياك" ) - النسخة التقليدية. تم استخدام نسخة من صاروخ خا-101 يتم إطلاقها جواً خلال الحرب في أوكرانيا، التي بدأت في يناير 2023، حيث أطلق شعلات تضليلية في أثناء طيرانه. [3]
  - تم استخدام نسخة مختلفة من الصاروخ خا-101 في الحرب الروسية الأوكرانية، مع رأس حربي ثانٍ شديد الانفجار يحتوي على شظايا فولاذية. زيادة الوزن الإجمالي للرأس الحربي من 450 كجم إلى حوالي 800 كجم، يأتي هذا على حساب المدى بسبب انخفاض سعة الوقود. [4]
- خا-102 (حلف شمال الأطلسي أيه أس-23 بي "كودياك" ) - البديل النووي.